# Phare de Cleveland East Ledge
Le phare de Cleveland East Ledge (en anglais : Cleveland East Ledge Light) est un phare actif situé à Falmouth, dans le Comté de Barnstable (État du Massachusetts).
Il est inscrit au Registre national des lieux historiques depuis le 15 juin 1987 .

## Histoire
Le phare se trouve sur une île artificielle en eau peu profonde à l'est des deux Cleveland Ledge, qui auraient été nommé en l'honneur du président Grover Cleveland parce qu'il était propriétaire du domaine voisin de Grey Gables (en) et qu'il pêchait dans la région. Il marque le côté est du début du chenal menant au canal du cap Cod et constitue la première marque fixe en direction nord.
Le phare est construit sur un caisson de près de 16 m de diamètre, qui contient également la salle des machines du phare. Les deux premiers étages du phare servent d’espace de vie et de travail, au sommet desquels se trouve la tour cylindrique en béton, qui mesure 15 m de haut.
Le phare a été construit entre 1940 et 1943 après un re-dragage du canal du cap Cod à la fin des années 1930, qui permettait le passage de navires plus importants et nécessitait la signalisation du récif Cleveland East Ledge, qui se trouve tout à fait à proximité du passage emprunté par les navires, à l'entrée sud du canal. Le projet fut lancé par l'État du Massachusetts, mais en 1941, il fut confié aux garde-côtes qui, après des retards causés par la guerre, le menèrent à terme en 1943.
En 1978, l'installation d'un câble sous-marin menant au phare a permis son automatisation, évitant ainsi le recours à un équipage de la Garde côtière composée de 4 personnes, qui surveillait la lumière depuis son inauguration en 1943. Le phare a été scellé et restera inoccupé pendant une grande partie des trois prochaines décennies, à l'exception d'une période de rénovation de 3 semaines par la Garde côtière en 1990.
Sans entretien régulier, le phare est tombé en ruine. Après avoir mis le phare sur le marché en 2007, suscitant très peu d'intérêt, l'Administration des services généraux l'a mis aux enchères en octobre 2010. Le phare a été acheté au prix de 190.000 $ par le Cleveland Ledge Lighthouse, LLC.

## Description
Le phare actuel  est une tour cylindrique en béton armé, avec une galerie et une lanterne de 21 m de haut. La tour est peinte en blanc, la lanterne est noire et le caisson est rouge. Il émet, à une hauteur focale de 23 m, un éclat blanc d'une seconde par période de 10 secondes. Sa portée est de 15 milles nautiques (environ 28 km).
Il est aussi équipé d'une corne de brume radiocommandée émettant un blast par période de 15 secondes. Comme il s’agit d’une marque importante dans une zone exposée au brouillard, il comporte un radar racon qui émet la lettre "C".

## Caractéristiques dufeu maritime
Fréquence : 10 secondes (W)
- Lumière : 1 seconde
- Obscurité : 9 secondes

Identifiant : ARLHS : USA-179 ; USCG : 1-16080 - Amirauté : J0502 .

### Lien connexe
- Liste des phares du Massachusetts